# Ablain-Saint-Nazaire
Ablain-Saint-Nazaire és un municipi francès, situat al departament del Pas de Calais i a la regió dels Alts de França.